# BBC Earth por M+
BBC Earth por Movistar Plus+ es un canal de televisión por suscripción español, propiedad de Telefónica, que emite en exclusiva en la plataforma Movistar Plus+. Su programación se basa en documentales de estrenos de BBC Earth y ya emitidos con anterioridad.

## Historia
BBC Earth por M+ inició sus emisiones el 18 de octubre de 2022 sustituyendo a Festival de San Sebastián por M+ en la plataforma Movistar Plus+. Su programación está enfocada en la emisión de documentales de estrenos y ya emitidos del universo BBC Earth. Cesó sus emisiones el 18 de noviembre de 2022.
El canal regresaría el 8 de noviembre de 2024, reemplazando a Terror por M+. Finalmente, cesaría sus emisiones el 8 de diciembre de 2024

## Disponibilidad.
Dentro de territorio español, BBC Earth por M+ está disponible exclusivamente en la plataforma de pago española Movistar Plus+. Se encuentra disponible en el dial 13 de la citada plataforma de televisión. En Andorra se encuentra disponible en la plataforma SomTV de Andorra Telecom.